# Les Pizzlys
Les Pizzlys est une bande dessinée de Jérémie Moreau sortie en 2022.
Le titre de cet album s'inspire des pizzlys, ours hybrides issus du croisement entre un Grizzly et un Ours polaire. Il traite des bouleversements qu'entraîne le changement climatique sur la vie des humains, plantes et animaux en Alaska, ainsi que de la perte de sens de la société occidentale contemporaine. Le récit est soutenu par un dessin simple et réaliste aux couleurs vives.

## Historique

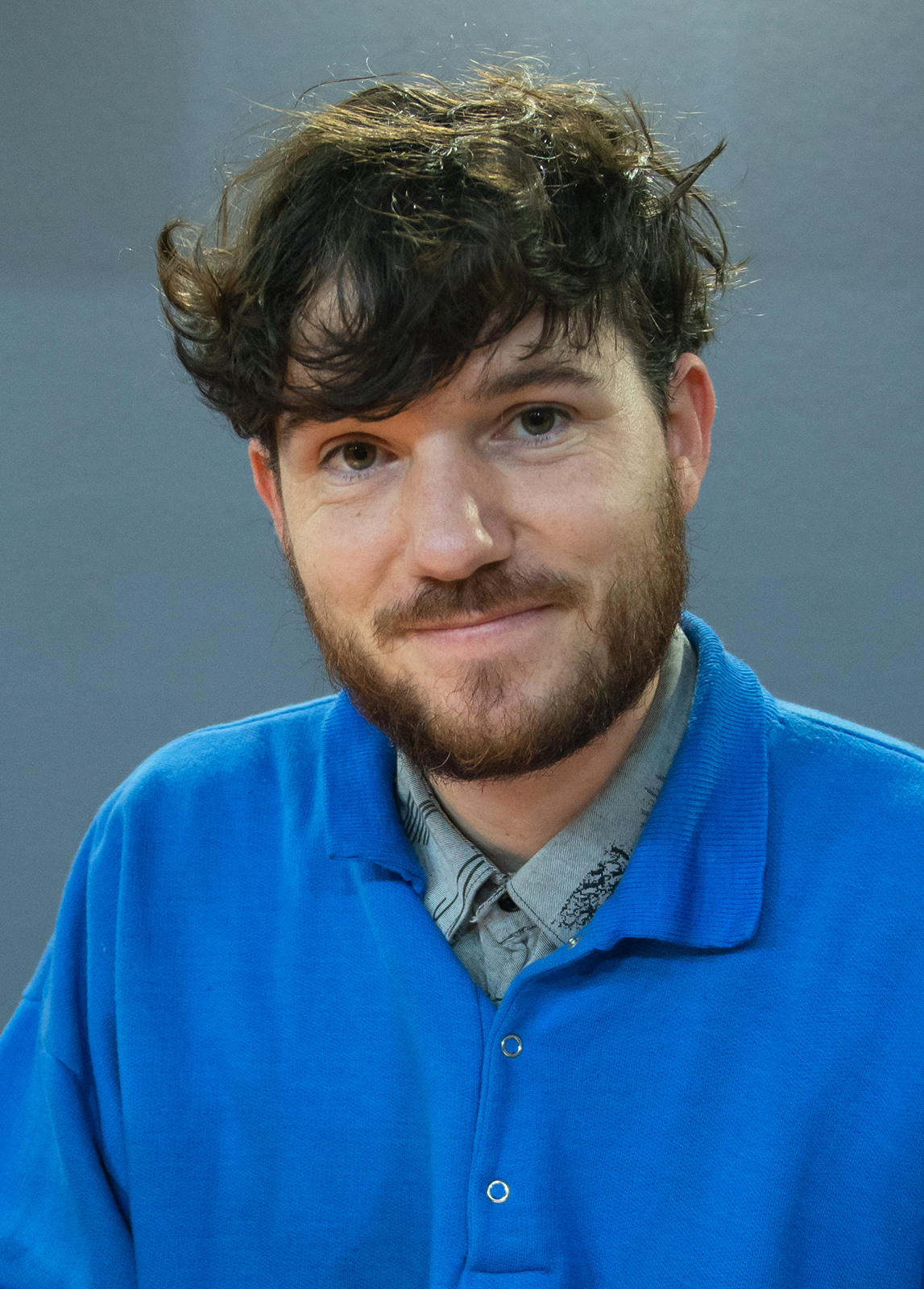
Jérémie Moreau en 2023.

## Résumé
Nathan est conducteur Uber à Paris. Il a la garde de ses frères et sœurs, Zoé et Étienne. Il rencontre Annie, une Amérindienne exilée et sa dernière cliente. À la suite d'un accident, cette dernière propose de la suivre en Alaska, qu'elle a quitté il y a 40 ans. Au départ, le décalage est énorme et déstabilisant, mais petit à petit, les 3 personnages apprennent à comprendre et apprécier cet univers hostile mais magnifique. Ils rencontrent une galerie de personnages, tous aux prises avec le réchauffement climatique, qui a des conséquences manifestes.

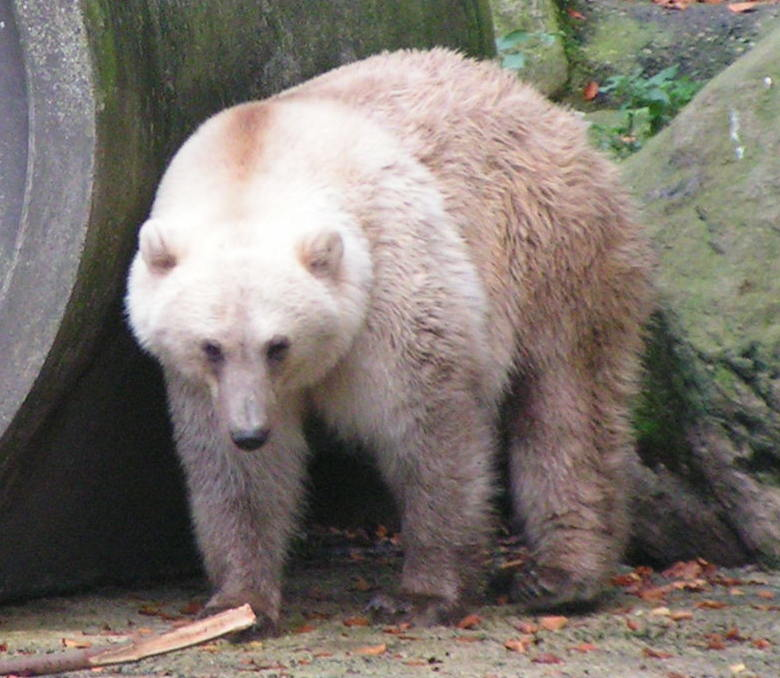
Un pizzly semblable à celui apparaissant dans l'album.

## Analyse
Cette bande dessinée est saluée à la fois pour ses qualités graphiques, la force de sa narration et la puissance des thèmes écologiques et existentiels déployés,,,,,.

## Récompenses
- Sélectionné pour le grand prix de la BD Elle 2022[10] (attribué ex-aequo au Poids des héros de David Sala et à La Dernière Reine de Jean-Marc Rochette).
- Sélectionné pour le prix BD FNAC/France Inter 2023[11] (prix remporté par Perpendiculaire au soleil de Valentine Cuny-Le Callet).

#### Album
- Jérémie Moreau, Les Pizzlys, Delcourt (édition), coll. « Mirages », 5 octobre 2022, 200 p., 22.8 x 29.8 x 2.9 cm, cartonné, couleur (EAN 9782413040811)

#### Articles critiques
- Marius Chapuis, « «Les Pizzlys», la survie est belle », Libération,‎ 9 octobre 2022 (lire en ligne)
- Lucile Commeaux, « Critique BD : “Les Pizzlys” de Jérôme Moreau », sur radiofrance.fr, 6 octobre  2022
- Thomas Figueres, « Les Pizzlys, par Jérémie Moreau : une fiction hybride entre bande dessinée et sciences sociales », sur actuabd.com, 10 octobre  2022
- Laurence Houot, « "L'espèce humaine a dépassé toutes les limites" : rencontre avec Jérémie Moreau, auteur de la BD "Les Pizzlys", hymne à la nature en péril », sur francetvinfo.fr, 14 octobre  2022
- Stéphane Jarno, « Les Pizzlys », Télérama, 7 novembre 2022
- Eric Rubert, « BD Les Pizzlys : magnifique fable naturaliste de Jérémie Moreau », Unidivers, 27 septembre  2022
- Lucie Servin, « Les Pizzlys ou le temps du mythe », L'Humanité, 11 octobre 2022